# 鬼刀禰命
鬼刀禰命（きとねのみこと、生没年不明）は、古代日本の豪族で紀国造の一人。

## 系譜
天道根命の孫で、父親については、紀国造の末裔である紀俊行氏が所有している「紀伊国造次第」では比古麻命となっている。